# 톰킨스 스퀘어 레코드
톰킨스 스퀘어 레코드(영어: Tompkins Square Records)는 가스펠, 블루스, 재즈, 컨트리 뮤직의 작품을 발매하는 미국의 독립 음반사이다.

## 역사
2005년, 주쉬 로젠탈은 소니 뮤직에서 15년간 다양한 직책에서 일한 후 뉴욕에서 톰킨스 스퀘어 레코드를 설립했다. 이후 2011년 뉴욕에서 샌프란시스코로 이전했다. 로젠탈은 아트 디렉터와 출판사의 도움을 받아 혼자서 레이블을 운영하고 있다.

## 음반
톰킨스 스퀘어 레코드의 첫 음반은 잭 로즈, 샌디 불, 존 페이히, 맥 오크스, 카키 킹을 포함한 핑거스타일 기타리스트의 선집인 《Imaginational Anthem》이었다. 또한 팀 버클리의 미공개 콘서트 녹음 음반인 《Live at the Folklore Center, NYC — March 6, 1967》을 공개했다.
2009년, 《Fire In My Bones: Raw & Rare & Other-Worldly African American Gospel (1944–2007)》과 《This May Be My Last Time Singing: Raw African-American Gospel On 45RPM (1957–1982)》 등 여러 가스펠 음반을 재발매했다. 로젠탈은 찰리 루빈의 음반을 발매했고, 새로운 세대의 청취자들에게 소개했다. 또한 카렌 달튼이 작곡하고 루신다 윌리엄스, 샤론 밴 이튼, 타라 제인 오닐, 다이앤 클럭과 같은 음악가가 연주한 음반 《Remebering Mountains: Unheard Songs of Karen Dalton》을 출시했다. 레코드 스토어 데이 특집으로 루터 디킨슨, 타일러 램지, 랄프 스탠리 등의 음반을 제작했다.
2015년, 로젠탈은 음반 수집가이자 음반사를 운영하는 것에 대한 회고록인 《The Record Store of the Mind》라는 책을 집필했다.

## 명단
- 아메데 아르두앵
- 팀 버클리
- 도러시 모스코위츠